# Cantonul Ugine
Cantonul Ugine este un canton din arondismentul Albertville, departamentul Savoie, regiunea Rhône-Alpes, Franța.

## Comune
- Cohennoz
- Crest-Voland
- Flumet
- La Giettaz
- Marthod
- Notre-Dame-de-Bellecombe
- Saint-Nicolas-la-Chapelle
- Ugine (reședință)